# 敘利亞阿拉伯軍
敘利亞阿拉伯軍（阿拉伯语：القوات المسلحة العربية السورية），通稱叙利亚武装部隊、敘利亞政府軍，曾是阿拉伯叙利亚共和国的军事部队，包括陆军、海军、空军、防空部队及國防軍。
叙利亚军力在阿拉伯世界曾排名第三，仅次于埃及和伊拉克。但2011年内战以降，由於陣亡、變節、拒服兵役等，曾經擁有30萬兵力的敘利亞政府軍已經萎縮近半。
2024年12月，在各反对派武装的联合攻势下，阿萨德政府于12月8日垮台，叙利亚武装部队亦随之瓦解，部分成員逃往鄰國伊拉克。12月11日，敘利亞領導人兼時任沙姆解放组织领袖朱拉尼表示会解散阿薩德政權的軍隊。

## 组成
該部隊在敘利亞復興黨政權期間，分為陆军、海军、空军、防空部队與國防軍。根據《2012年敘利亞憲法》，敘利亞總統是軍隊的總司令。同時，敘利亞國防部部長擔任副總司令。
該部隊使用徵兵制，包括动员后总数为64萬6,500人的部队。所有滿18歲的男性必須入伍，除非家裏沒有弟兄能照顧父母；女生則能豁免徵兵。义务兵役时间在逐年降低，2005年从两年半降为两年，2008年降至21个月，2011年降到一年半。。大约2万名叙利亚士兵被部署在黎巴嫩。2005年4月27日，最后一支叙利亚军队离开驻军了30年的黎巴嫩。
敘軍大多常规职业士兵属于阿萨德家族所属的阿拉维派。阿拉维派仅占该国人口的12%，不过却占军队总数的98%。20万正规职业军人中有14万是阿拉维派人士，而部队的指挥官中的95%都是阿拉维派。不过在应召入伍的30万士兵中，以及叙利亚空军驾驶员中则有很多逊尼派。

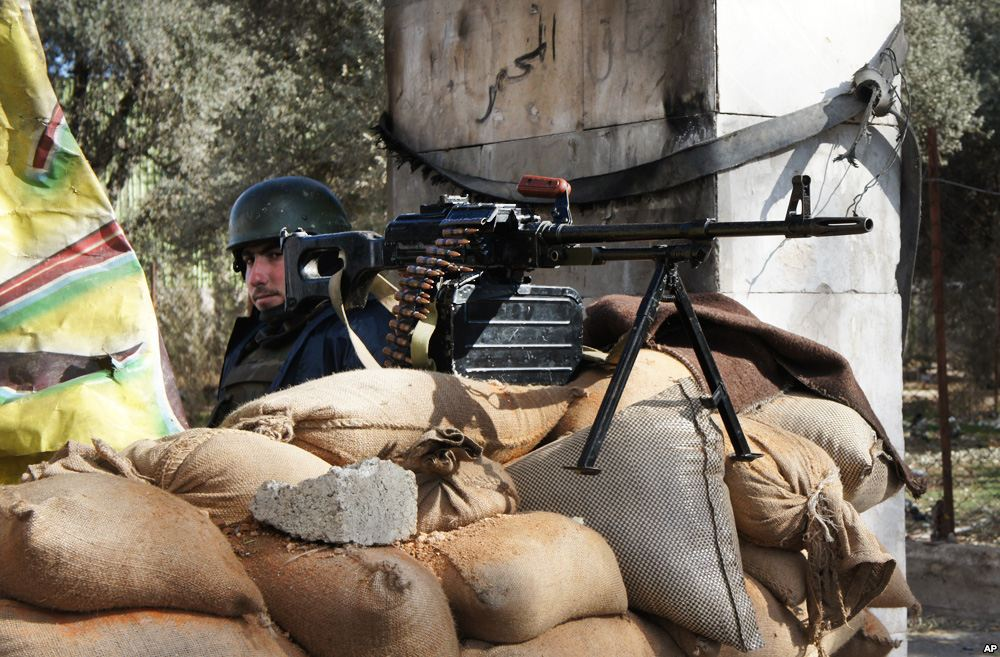
叙利亚步兵
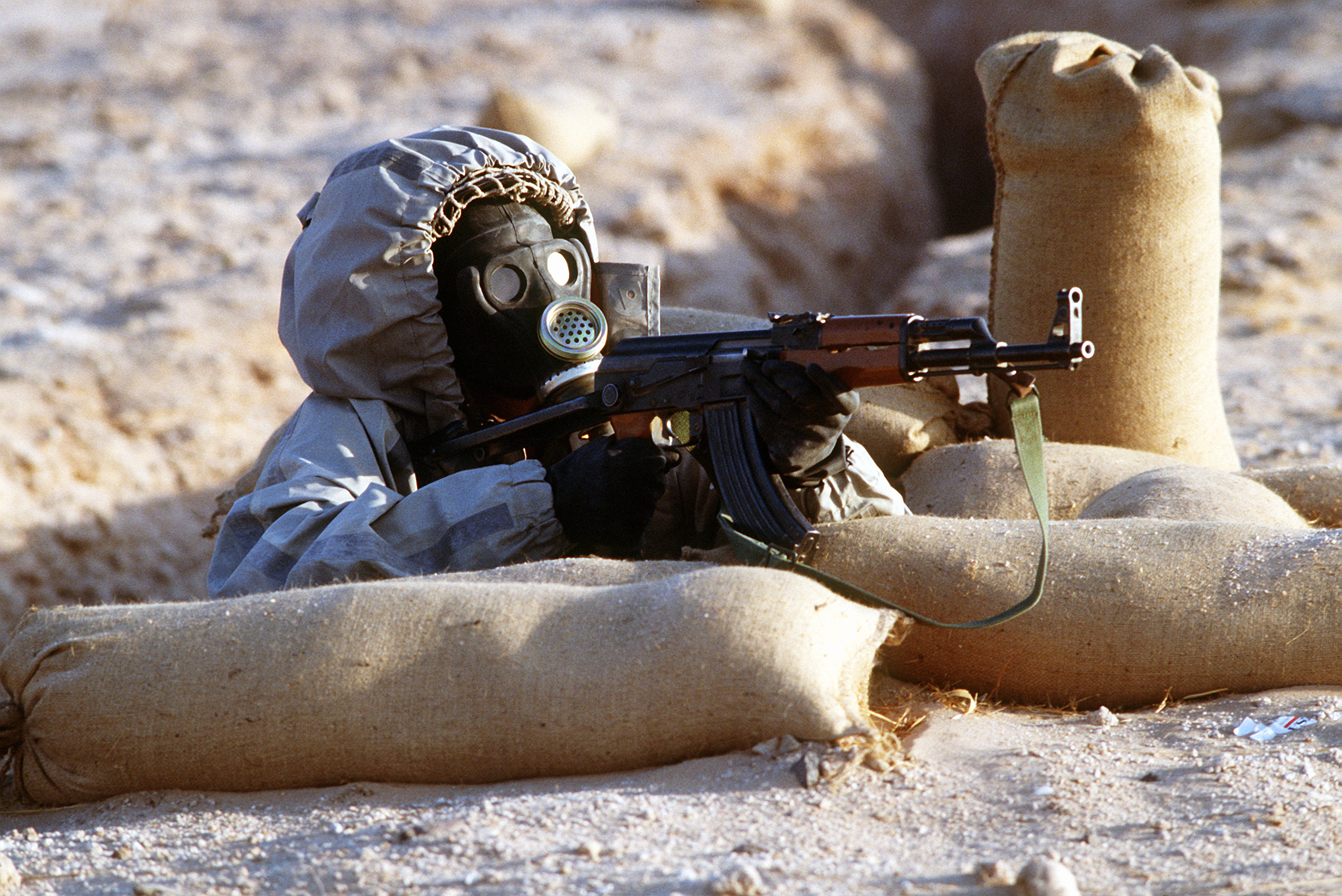
敘利亞防化兵
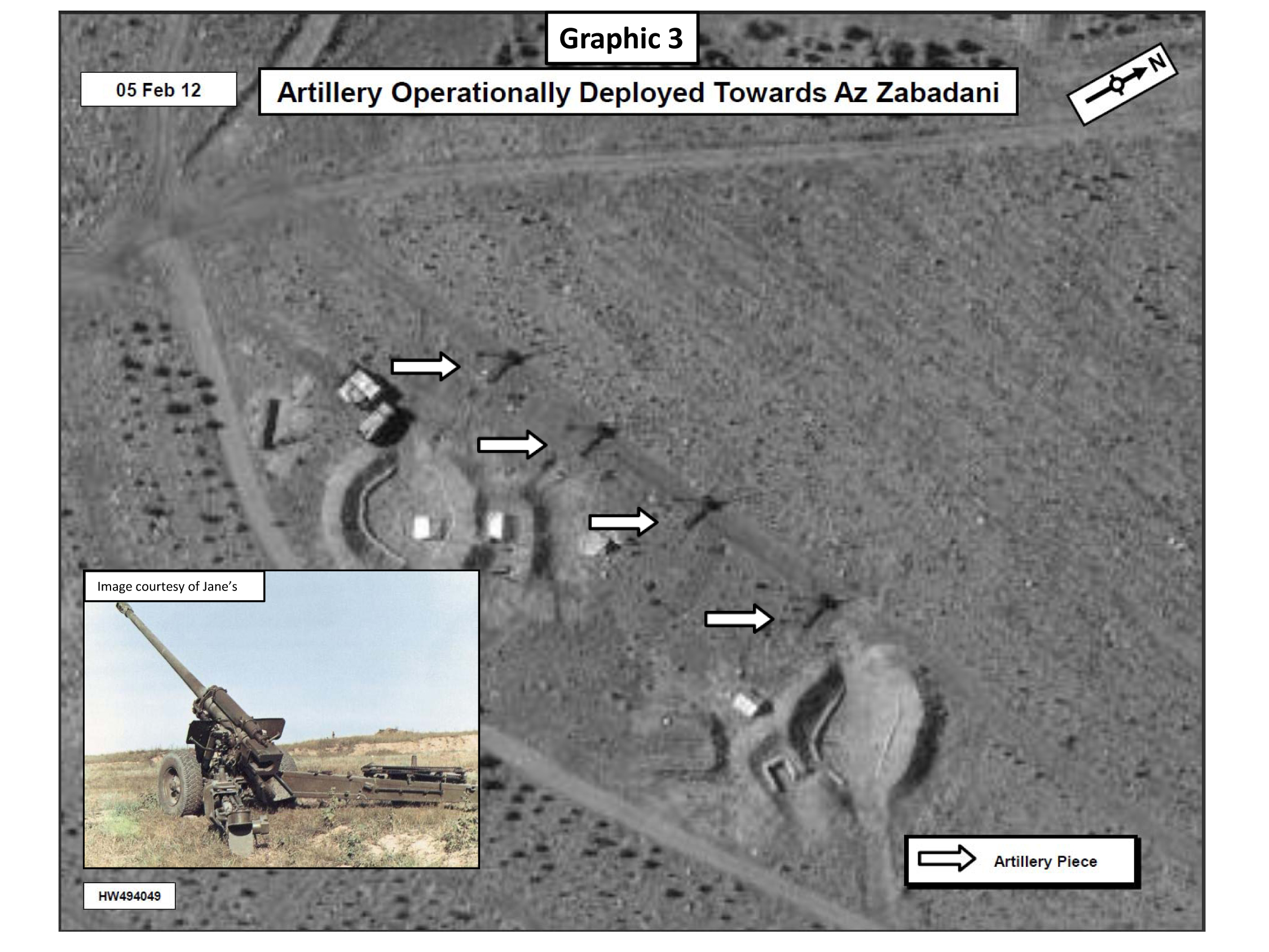
叙利亚砲兵陣地
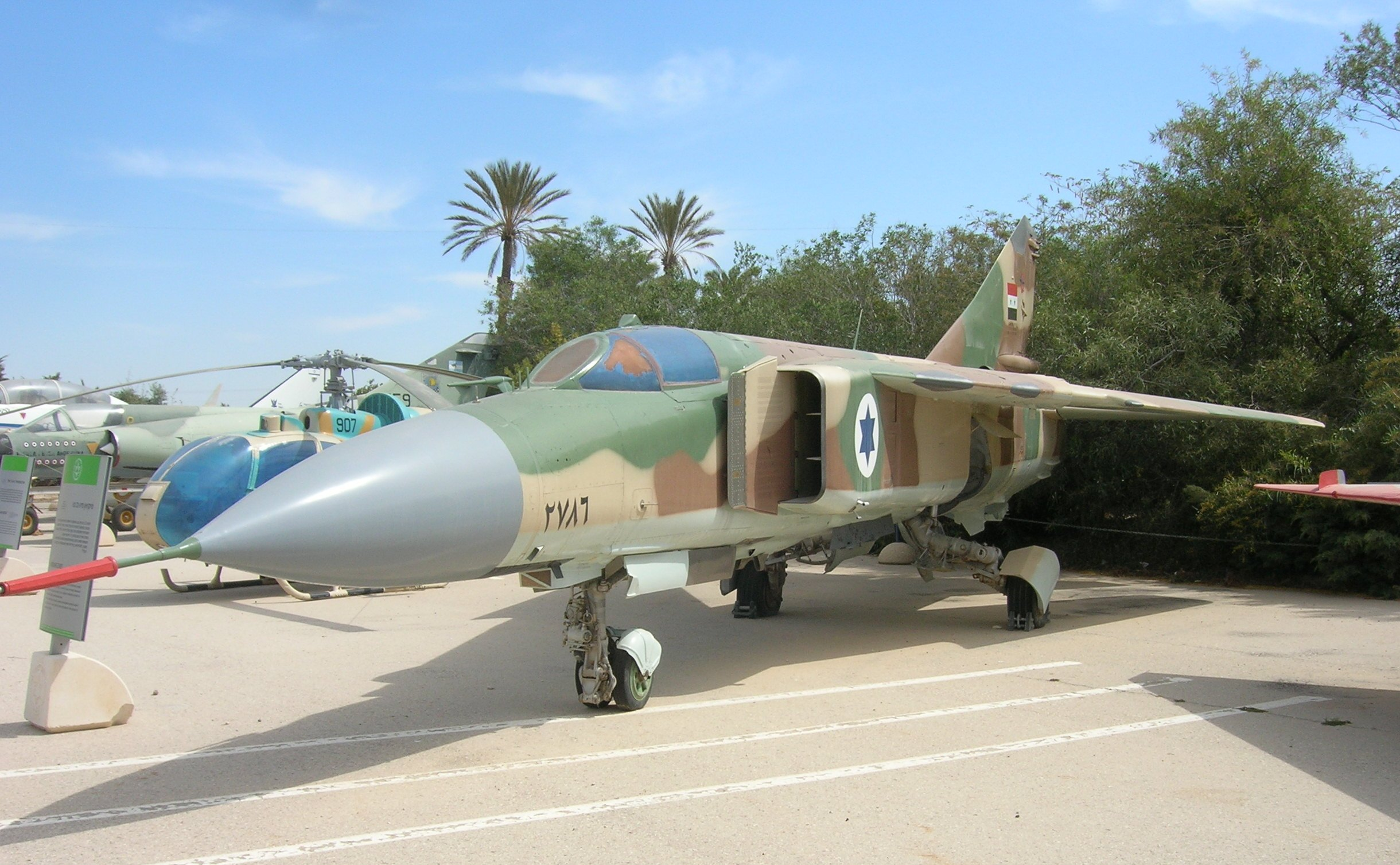
米格23
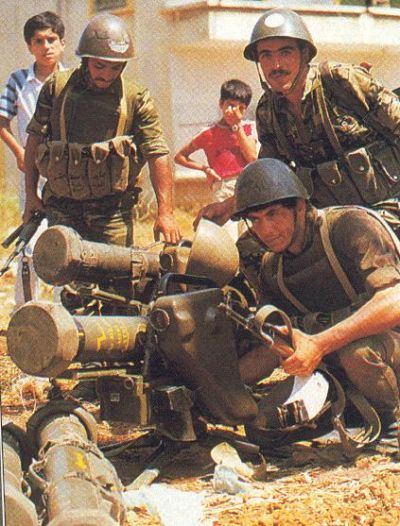
法製米蘭反戰車飛彈
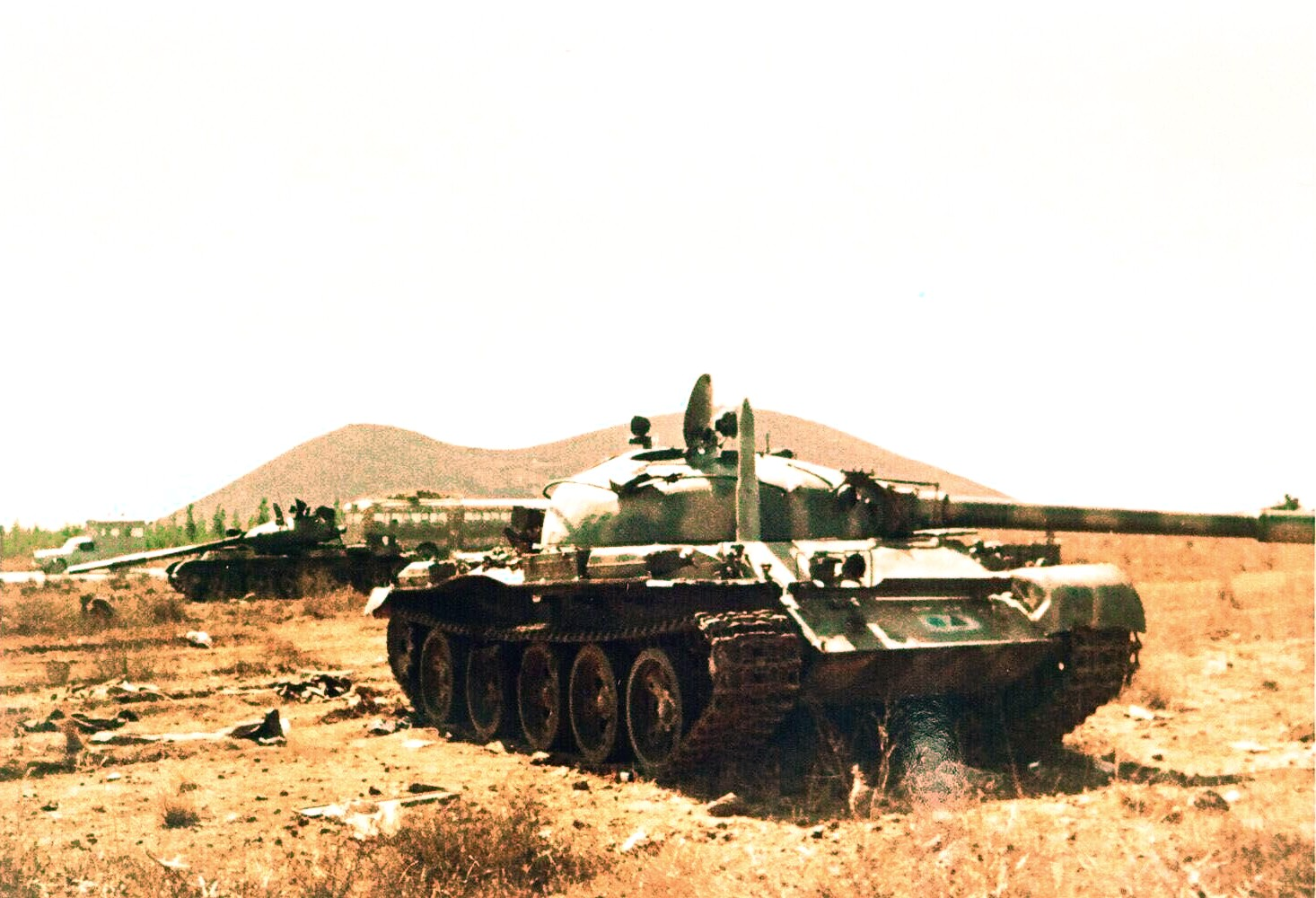
T-62戰車
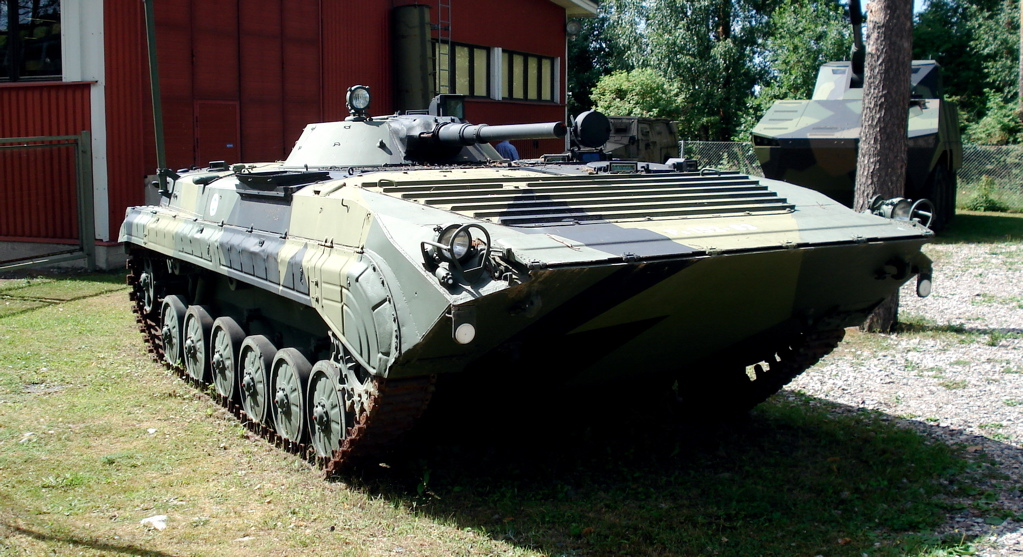
BMP-1

## 武器
叙军绝大多数装备是由前苏联制造的。
- ≈9300装甲车(包括储存车辆)：
  - ≈5065辆主战坦克
  - ≈4500辆步兵战车和装甲运兵车
- ≈6400支拖曳火炮：
  - 1900多支枪炮/榴弹炮
  - ≈1500支反飞机炮
- ≈850自行火炮：
  - ≈450自行火炮
  - ≈400自行式高射炮
- 2 190+反坦克制导武器发射器
- 500多发射火箭系统
  - 84枚战术弹道导弹发射器
- 4 235+地对空导弹发射器：
  - 4000+单兵携带防空系统
  - 235自行式防空系统

苏联解体导致长期依靠苏联提供训练、装备和贷款支持的叙军减缓了军事现代化发展速度。1990年代早期，射程500公里的Scud-C导弹买自朝鲜，射程700公里的Scud-D据报道是在朝鲜和伊朗的帮助下本国生产的。 
由于叙利亚参加了海湾战争，因此得到了来自于海湾国家的资金支援，这些钱主要用做军费开支。2005年，俄罗斯免除了叙四分之三的军费欠款，即大约134亿美元中的98亿，这些贷款主要是在苏联时代遗留下来的。俄方这样做的目的是要与叙签署新的武器购销合同。2011年，俄罗斯作为叙利亚最大的武器供应商，当年叙花费了至少40亿美元从俄进口武器。
叙利亚更是俄制武器在中东地区的最大进口国。此外，伊朗与叙利亚在2006年签订了联合防务协定。
从2011年开始的叙利亚内战中，伊朗和俄罗斯继续为叙当局输送武器，伊朗也因此违反了联合国禁止其出口武器的规定。内战中有不少当局高官变节加入反对派，如陆军后勤部门参谋长卡勒夫将军等。